# راینر تروپا
راینر تروپا (به آلمانی: Rainer Troppa) (۲ اوت ۱۹۵۸ – ۹ سپتامبر ۲۰۲۳) بازیکن فوتبال و مدافع اهل آلمان شرقی بود که از سال ۱۹۸۱ میلادی عضو تیم ملی فوتبال آلمان شرقی شده بود. وی در ۱۷ بازی ملی حضور داشته و در بازی‌های ملی‌اش گلی به ثمر نرساند. راینر تروپا آخرین بازی ملی خود را در سال ۱۹۸۴ میلادی انجام داد.